# Born Annoying
Born Annoying è la prima raccolta della band statunitense Helmet, pubblicata nel 1995 dalla Amphetamine Reptile Records. Comprende varie b-side, tra le quali la canzone che dà il titolo alla raccolta, presente in due versioni differenti (una del 1989 ed una del 1993), e una cover dei Killing Joke (Primitive).

## Tracce
1. Born Annoying – 6:03
2. Rumble – 2:26
3. Shirley MacLaine – 6:18
4. Geisha To Go – 3:29
5. Taken – 1:52
6. Your Head – 3:20
7. Oven – 1:20
8. No Nicky No – 2:17
9. Primitive – 3:58
10. Born Annoying – 4:58

## Formazione
- Page Hamilton - voce, chitarra
- Peter Mengede - chitarra
- Henry Bogdan - basso
- John Stanier - batteria